# Băișoara
Băișoara (en allemand Kleingrub, en hongrois Járabánya) est une commune de Transylvanie, en Roumanie, dans le județ de Cluj.

## Géographie
La commune de Băișoara est située sur le versant est de Muntele Mare (appartenant aux Monts Apuseni), sur le cours de la rivière Iara, à 1 200-1 500 m d'altitude.
Băișoara se trouve à quelque 50 km au sud-ouest de Cluj-Napoca et s'étend sur une surface de 111,04 km2.
La commune est composée des villages suivants : Băișoara, Frăsinet, Moara de Pădure, Muntele Băișorii, Muntele Bocului, Muntele Cacovei, Muntele Filii, Muntele Săcelului, Săcel.

## Histoire
La première mention écrite du village Băișoara date de 1426.

## Religions
En 2002, la composition religieuse de la commune était la suivante :
- Chrétiens orthodoxes, 96,43 % ;
- Catholiques grecs, 1,50 % ;
- Pentecôtistes, 0,72 % ;
- Réformés, 0,51 % ;
- Baptistes, 0,34 % ;
- Catholiques romains, 0,12 %.

## Économie
Sur le territoire de la commune se trouvent des gisements de plomb et d'argent. En outre, on y trouve trois carrières de dacite.
L'économie de la commune repose aussi sur l'élevage et le tourisme.

## Communications

### Routes
La commune est traversée par les routes DJ 107M et DJ 107R, accessibles tant à partir de DN 1 (Cluj-Oradea), qu'à partir de DN 75 (Turda-Câmpeni).

## Tourisme
- Forteresse de Liteni (XIVe siècle)

Le territoire de la commune comprend l'aire protégée de Muntele Băișorii. La réserve naturelle des gorges Cheile Runcului se trouve dans l'immédiat voisinage de la commune.
Petite station de montagne, Băișoara offre deux pistes de ski (niveaux moyen, respectivement difficile) éclairées et avec des téléskis, la plus longue ayant 1 200 m et la plus courte étant de 300 m. En outre, dans le plan de développement figure l'aménagement de trois autres pistes.
La station est proche d'autres attractions telles que la grotte de glace de Scărișoara, les lacs de Fântânele et de Tarnița ou la réserve naturelle karstique de Padiș.